# Clavé
För andra betydelser, se Clavé (olika betydelser).
Clavé är en kommun i departementet Deux-Sèvres i regionen Nouvelle-Aquitaine i västra Frankrike. Kommunen ligger i kantonen Mazières-en-Gâtine som tillhör arrondissementet Parthenay. År 2022 hade Clavé 352 invånare.

## Befolkningsutveckling
Antalet invånare i kommunen Clavé
| Referens: INSEE |